# Mathieu Reynès
Mathieu Reynès (Léon, 11 februari 1977) is een Frans stripauteur. Hij tekent in een semi-realistische stijl met invloeden van manga en comic. 

## Carrière
Hij volgde eerst een wetenschappelijke opleiding vooraleer hij in Angoulême een opleiding tekenfilm volgde. Daarna gaf hij gedurende drie jaar les aan het CNBDI (Centre national de la bande dessinée et de l'image) in Angoulême. Tegelijk begon hij strips te maken, samen met zijn vriend Brrémaud als scenarist: Sexy Gun (een western) en Lola Bogota (een gangsterstrip). Daarna werd hij gecontacteerd door scenarist Denis Lapière mee te werken aan de collectieve stripreeks Alter Ego te tekenen. Reynès tekende niet alleen een album, maar trad ook op als artistiek directeur. Hij ontwierp personages en werkte mee aan storyboards en covertekeningen.
Daarna begon hij zelf scenario's te schrijven. Hij schreef het scenario voor La mémoire de l'eau, dat werd getekend door zijn echtgenote Valérie Vernay. Deze strip gaat over een meisje dat met haar moeder verhuisd naar een afgelegen, oud huis nabij de zee en een vuurtoren. Voor de strip Harmony, over een groep kinderen met bovennatuurlijke gaven, verzorgde hij zelf scenario en tekeningen.